# Magnitudine absolută
Magnitudinea absolută a unui obiect ceresc luminos este egală cu magnitudinea aparentă a aceluiași obiect dacă aceasta ar fi situat la distanța standard de 10 parseci de Pământ.
Legătura dintre magnitudinea absolută {\displaystyle M\,} și magnitudinea aparentă {\displaystyle m\,} este:
{\displaystyle M=m+5+5\log p''\,}
unde {\displaystyle p''\,} este paralaxa stelei în secunde de arc, sau: 
{\displaystyle M=m+5-5\log d\,}
unde {\displaystyle d\,} este distanța reală la care este situată steaua exprimată în parseci.